# Ла Сека (Белуно)
Ла Сека (итал. La Secca) је насеље у Италији у округу Белуно, региону Венето.
Према процени из 2011. у насељу је живело 93 становника. Насеље се налази на надморској висини од 381 м.